# Ribellione di Danzica
La ribellione di Danzica durò dal dicembre 1575 al dicembre 1577 e cominciò in risposta all'esito dell'elezione reale polacco-lituana del 1576, che vedeva il trono polacco essere conteso da Stefano I Báthory e dall'imperatore del Sacro Romano Impero Massimiliano II d'Asburgo.
La ribellione cominciò il 12 dicembre 1575, quando il Senato polacco elesse l'imperatore Massimiliano come monarca, mentre la maggioranza della szlachta (la nobiltà) aveva votato per Bathory, e terminò il 16 dicembre 1577. La morte di Massimiliano II nell'autunno del 1576 indebolì la posizione di Danzica e spostò la ragione del conflitto più verso i privilegi della città piuttosto che sul riconoscimento del sovrano. Senza che nessuna delle due parti fosse in grado di sconfiggere l'altra sul piano militare, fu raggiunto un compromesso, con il ripristino e il riconoscimento dei privilegi della città, in cambio di una grande riparazione e del riconoscimento di Bathory come Granduca della Prussia occidentale. Danzica subordinò il suo giuramento alla rimozione dello Statuto della commissione Karnkowski introdotto nel 1570.

## Contesto
Il 20 luglio 1570, il re polacco-lituano Sigismondo II Augusto introdusse gli Statuti Karnkowski, che ridussero in parte i privilegi speciali di Danzica concessi dai precedenti re polacchi dopo che le città della Confederazione prussiana riconobbero il loro dominio nel 1454.
Nel 1572, il trono della Confederazione polacco-lituana fu vacante quando il re Sigismondo Augusto morì senza eredi e Enrico III di Francia, dopo un breve periodo come re polacco, tornò in Francia. La Confederazione era una monarchia elettiva  in stretta unione con la Lituania (dopo l'unione di Lublino nel 1569), il che significa che la nobiltà polacca (szlachta) poteva votare su chi sarebbe diventato il prossimo re. Sebbene le città non avevano possibilità di voto, Danzica fu invitata a votare dal primate di Polonia e interrex Jakub Uchański, ma rifiutò di inviare un rappresentante. I membri del Senato (tra cui la maggior parte dell'episcopato polacco guidato da Jakub Uchański) decisero di eleggere l'imperatore Massimiliano II, contro la volontà della maggioranza della nobiltà, che durante l'elezione reale votò per Anna Jagellona (l'ultima rappresentante dell'ex dinastia polacco-lituana degli Jagelloni) e Stefano I Báthory come suo marito e re de facto. Ciò ha portato ad alcuni disordini in Polonia.
La città, i cui privilegi economici furono ridotti dagli Statuti Karnkowski, volle sfruttare la situazione per riconquistare la sua posizione preferenziale all'interno della Corona polacca. Preferiva anche Massimiliano, che sembrava più propenso a sostenere i privilegi economici delle città, e che poteva anche minacciare gravi ripercussioni economiche (boicottaggio da parte degli Asburgo). Così la città, incoraggiata dalla sua immensa ricchezza e dalle sue fortificazioni quasi inespugnabili, nonché dal segreto appoggio della Danimarca e dello stesso imperatore Massimiliano, aveva sostenuto l'elezione di quest'ultimo.
Il 1º maggio 1576, Stefano Bathory sposò Anna Jagellona e fu incoronato re di Polonia da Stanisław Karnkowski. Jakub Uchański e il nunzio Wincenty Laureo riconobbero Massimiliano come re, ma presto loro e altri accettarono la volontà della maggioranza. Quando Stefano giurò su tutti i diritti esistenti della Prussia reale e del Ducato di Prussia  e fu riconosciuto come legittimo sovrano, Danzica si rifiutò di seguirlo e riconobbe comunque Massimiliano come re di Polonia.
Le tensioni crebbero quando i rivoltosi saccheggiarono e incendiarono un'abbazia a Oliwa. L'abbazia apparteneva al vescovo di Cuiavia, Stanisław Karnkowski, che aveva sotto la sua giurisdizione tutta la Pomerania polacca. Il Sejm (parlamento) della Confederazione non approvò tasse più elevate per la guerra, ma una banicja (forma di scomunica e esilio politico), la confisca dei beni della città, l'arresto dei suoi cittadini, il blocco commerciale e dirottamento dell'importante commercio attraverso il porto di Elbląg (che però fu subito bloccato dalla marina danese).

## Combattimenti
Nell'agosto 1576, Bathory condusse 2 000 uomini (soldati e mercenari polacchi dalla Transilvania e dalla Valacchia) a Malbork (Marienburg), da lì le unità polacche presero il controllo dell'area circostante Danzica, catturando Grabina e Głowa, due villaggi strategicamente importanti, in tal modo bloccando il porto di Danzica da est e da sud. Il re lasciò l'esercito sotto il comando di Hetman Jan Zborowski e la maggior parte delle forze era di stanza a Tczew (Dirschau). Ad ovest la base principale era a Puck (Putzig), dove c'era una forza mercenaria guidata da Ernest Weyher. Mentre alcuni polacchi corsaro navi combattuto la Danzica e flotte danesi, per la maggior parte il controllo del Mar Baltico apparteneva ai Danzigers e dei loro alleati. Subito dopo l'inizio dei combattimenti, fu annunciata la morte di Massimiliano II (12 ottobre 1576); ciò indebolì la posizione di Danzica e rese il conflitto meno sul riconoscimento del sovrano che sui privilegi di Danzica.

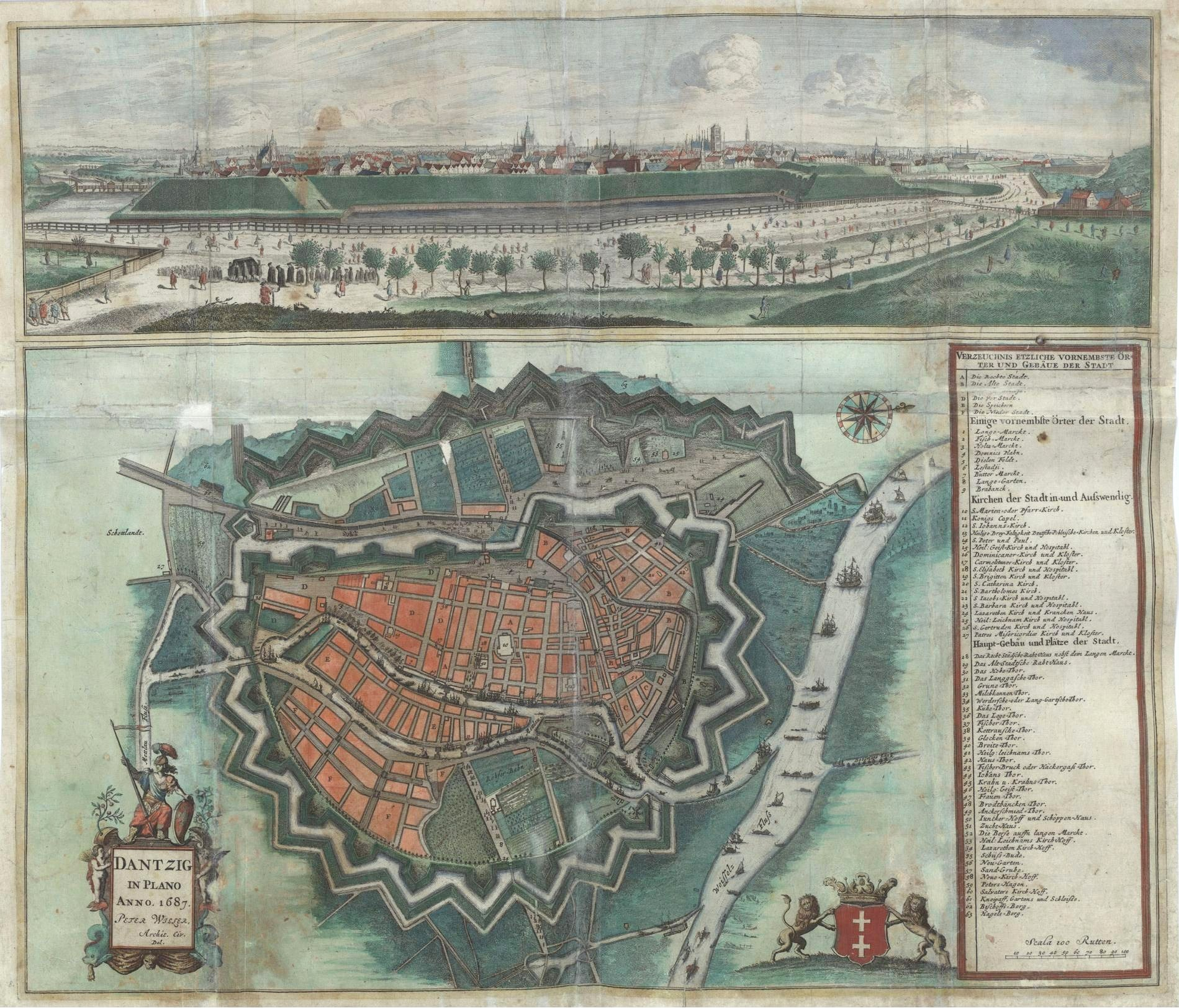
Mappa che mostra le fortificazioni di Danzica come erano più di 100 anni dopo

Con l'arrivo della primavera del 1577, i combattimenti ricominciarono. L'esercito di Danzica, guidato dal comandante mercenario tedesco Johann Winkelbruch (Hans Winckelburg von Kölln), era forte di circa 7 000-12 000 (compresi i mercenari, tra cui un reggimento scozzese), ma con meno di 1 000 cavalieri. Winckelburg decise di annientare il piccolo esercito di Zborowski (che aveva circa 2 000 uomini, metà dei quali di cavalleria), ma l'esercito di Danzica fu completamente sconfitto da Zborowski nella battaglia di Lubiszewo il 17 aprile 1577.
Dopo la battaglia, le forze di Danzica si ritirarono dietro le mura, i cittadini abbatterono alberi e case davanti alle fortificazioni e iniziò l'assedio. I rinforzi con il re Batory arrivarono solo a luglio. Durante questo re Stefano usava palle di cannone riscaldate e fece tornare indietro il flusso del fiume Radunia. Bathory aveva circa 11 000 uomini e Danzica circa 10 000. Un attacco a sorpresa da parte dei Danzica riuscì a distruggere i due terzi dell'artiglieria polacca, rallentando notevolmente l'avanzamento dell'assedio. Nel settembre 1577 Danzica e le flotte danesi iniziarono un blocco del commercio polacco lungo Elbing e attaccarono i suoi sobborghi. Le loro truppe sbarcate furono presto respinte dalla fanteria ungherese di Bathory sotto Kacper Bekiesza, e il consiglio cittadino inviò una nota di ringraziamento al re.
Tuttavia, dopo pochi mesi, l'esercito di Stefano non riuscì a prendere la città con la forza. Il 16 dicembre 1577 l'assedio terminò e i cittadini giurarono fedeltà ai rappresentanti di Stefano, Eustachy Wołłowicz e Andrzej Firlej. (Trattato di Malbork).

## Conseguenze
I mercanti di Danzica avevano sofferto molto per il blocco, soprattutto a causa della mancanza di commercio. Nel frattempo, anche Bathory voleva porre fine all'assedio, poiché Ivan il Terribile di Moscovia ruppe una tregua di tre anni nello stesso anno e Moscovia tentò di ottenere il controllo dei territori orientali del Commonwealth (guerra di Livonia).
L'assedio e tutte le restrizioni economiche che sono state approvate negli ultimi due anni sono state revocate in cambio di riparazioni e riconoscimento di Bathory come sovrano. Stefan perdonò la ribellione della città e di nuovo spostò il commercio polacco da Elbing a Danzica. La città, a sua volta, lo riconobbe come sovrano della Polonia e promise di pagare la grossa somma di 200 000 złoty e altri 20 000 rimpatri all'abbazia di Oliwa in cinque anni.
Il 26 novembre 1585 furono revocati gli Statuti Karnkowski del 1570 e Danzica divenne di nuovo la città più privilegiata della Confederazione.